# Stanisław Łyżwiński
Stanisław Józef Łyżwiński (* 6. května 1954 Skaryszew) je polský politik, bývalý člen politické strany Samoobrona.

## Život
Stanisław Łyżwiński byl zvolen do Sejmu ve volbách v roce 2001 a opětovně v roce 2005 za Samoobronu. V roce 2006 jej obvinily Aneta Krawczyková a deník Gazeta Wyborcza z toho, že zaměstnával ve své straně Anetu Krawczykovou výměnou za sexuální služby. 9. prosince 2006 testy DNA vyvrátily Krawczykové tvrzení, že je Łyżwiński otcem její dcery. 14. prosince 2006 byl Stanisław Łyżwiński vyloučen ze své strany.